# كورت هاينريش وولف
كورت هاينريش وولف (بالألمانية: Kurt Heinrich Wolff)‏ (و. 1912 – 2003 م) هو مترجم، وعالم اجتماع، وأستاذ جامعي من ألمانيا، والولايات المتحدة، ولد في دارمشتات، توفي في نيوتن، عن عمر يناهز 91 عاماً.

## التعليم
تعلم في جامعة لودفيغ ماكسيميليان في ميونخ، وجامعة غوته في فرانكفورت.